# Route 3A (Colombie-Britannique)
La Route 3A est la désignation de deux segments de route dans le sud de la Colombie-Britannique.

## Route Castlegar-Nelson-Creston

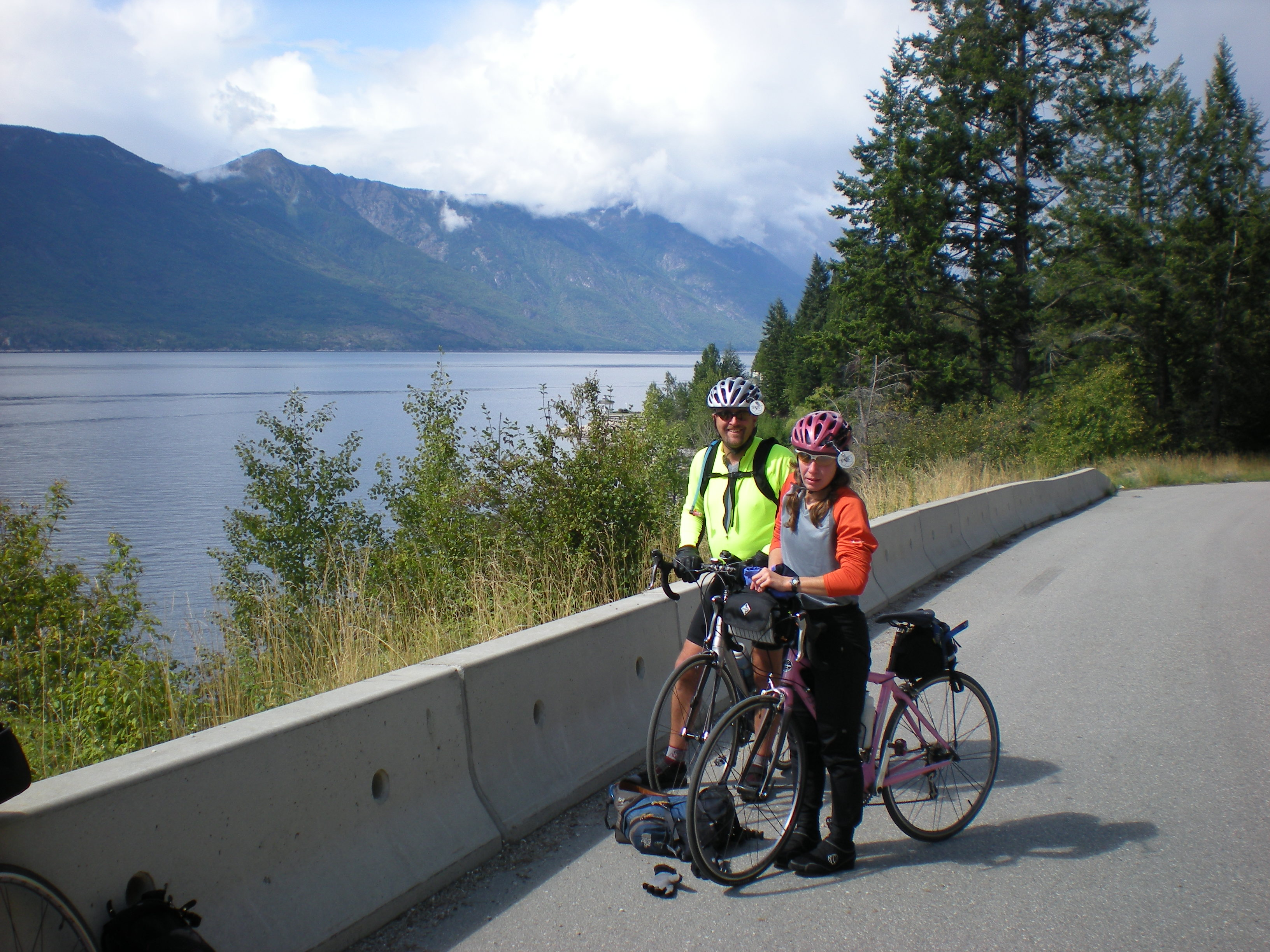
Cyclistes le long de la route 3A près du Lac Kootenay.

Ce segment est le premier des deux portant le numéro 3A. Il a été créé lorsque la route 3 (route Crowsnest) a été déplacée dans le secteur du Col Kootenay en 1964. À l'origine, un service de traversier permettait de relier les deux rives du fleuve Columbia près de Castlegar, lequel a été remplacé par un pont en 1967.

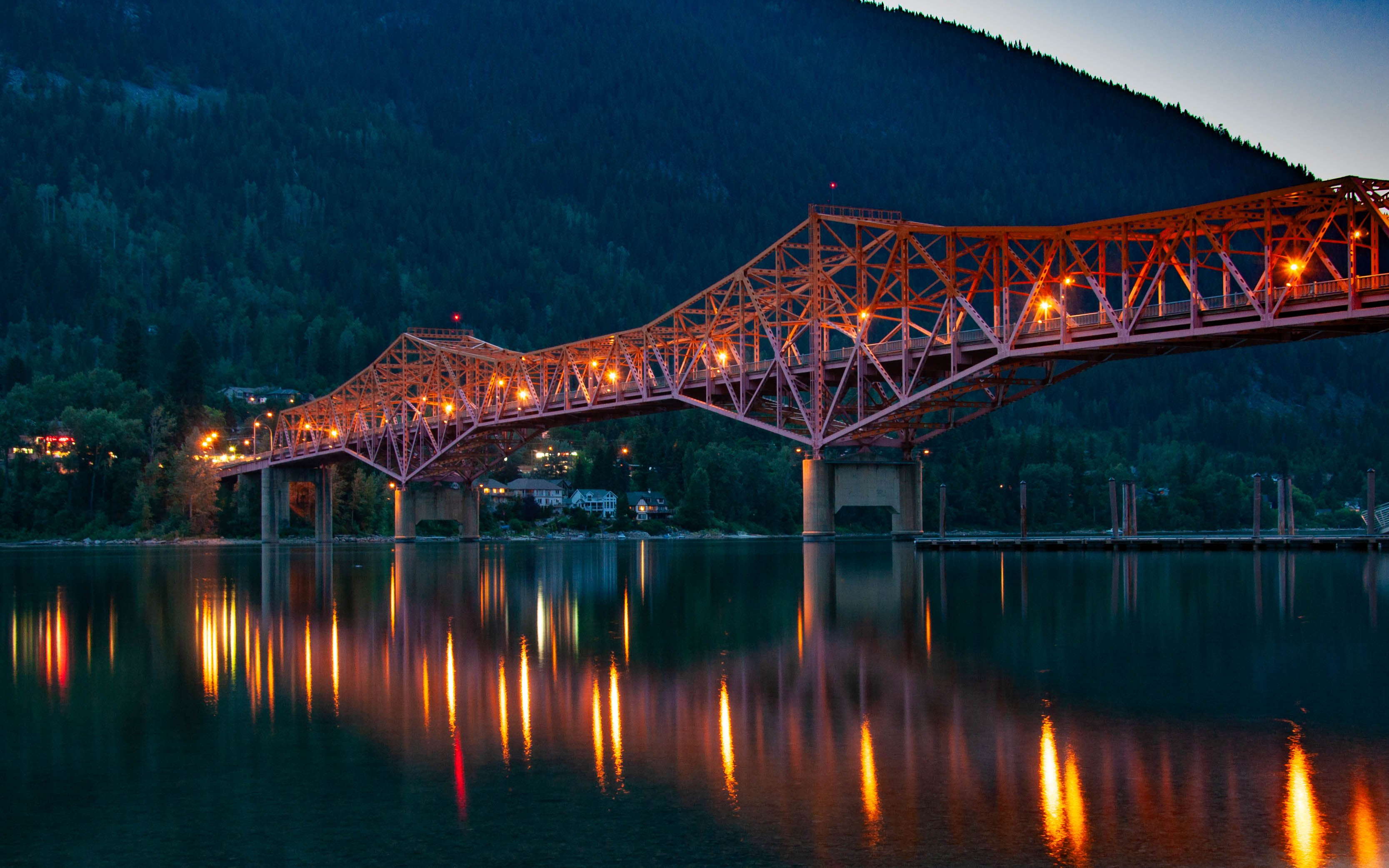
Le "Big Orange Bridge" permet à la route 3A de traverser le Lac Kootenay à Nelson.

La route de 154 km (96 mi) débute à Castlegar, où elle se détache de la route 3 et parcourt 20 km (12 mi) vers le nord-est, jusqu'à South Slocan, où elle rencontre la route 6 et forme un multiplex avec celle-ci vers l'est. Les routes atteignent Nelson et la route 3A continue son trajet vers le nord-est. La route atteint ensuite Balfour, sur la rive ouest du Lac Kootenay. Un traversier permet à la route 3A de traverser le lac jusqu'à Kootenay Bay. À partir de là, la route suit la rive est du lac sur 78 km (48 mi) en se dirigeant vers le sud et en passant par Crawford Bay, Boswell et Wynndel pour rejoindre Creston où elle retrouve la route 3.

### Intersections majeures
| District régional                           | Ville     | km                                              | Destinations                                                | Notes                                             |
| ------------------------------------------- | --------- | ----------------------------------------------- | ----------------------------------------------------------- | ------------------------------------------------- |
| Central Kootenay                            | Castlegar | 0,00                                            | BC-3 (Route Crowsnest) – Grand Forks, Trail, Salmo, Creston | Échangeur                                         |
| Central Kootenay                            |           | 3,22                                            | Pont Brillant au-dessus de la rivière Kootenay              | Pont Brillant au-dessus de la rivière Kootenay    |
| Central Kootenay                            | 3,60      | Robson Road – Centre-ville de Castlegar, Robson | Échangeur partiel                                           |                                                   |
| Central Kootenay                            | 19,90     | BC-6 nord – New Denver, Nakusp, Vernon          | Terminus ouest du multiplex avec la BC-6                    |                                                   |
| Central Kootenay                            | 34,45     | Pont Taghum au-dessus de la rivière Kootenay    | Pont Taghum au-dessus de la rivière Kootenay                |                                                   |
| Central Kootenay                            | Nelson    | 41,25                                           | BC-6 sud – Salmo                                            | Terminus est du multiplex avec la BC-6; échangeur |
| Central Kootenay                            | Nelson    | 41,71                                           | Victoria Street                                             | Sortie direction est seulement                    |
| Central Kootenay                            | Nelson    | 45,07                                           | Pont Nelson au-dessus du Lac Kootenay                       | Pont Nelson au-dessus du Lac Kootenay             |
| Central Kootenay                            | Balfour   | 75,92                                           | BC-31 nord – Ainsworth Hot Springs, Kaslo                   | Terminus sud de la BC-31                          |
| Central Kootenay                            |           | 76,08                                           | Traversier du Lac Kootenay                                  | Traversier du Lac Kootenay                        |
| Central Kootenay                            | Creston   | 154,26                                          | BC-3 (Route Crowsnest) – Cranbrook, Salmo, Castlegar        |                                                   |
| - Transition de multiplex - Accès incomplet |           |                                                 |                                                             |                                                   |

## Route Keremeos-Kaleden Junction
En 1965, une nouvelle portion de route a ouvert entre Keremeos et Osoyoos via le Col Richter. La route 3 (route Crowsnest) a été déplacée sur ce segment en 1967 et l'ancien tracé est devenu la route 3A actuelle.
La route 3A débute à Keremeos et parcourt 35 km (22 mi) vers le nord en passant par Olalla et en longeant le Yellow Lake. Elle bifurque vers l'est et le nord-est jusqu'à ce qu'elle rencontre la route 97 à Kaleden Junction.

### Intersections majeures
| District régional    | Ville    | km    | Destinations                                           | Notes |
| -------------------- | -------- | ----- | ------------------------------------------------------ | ----- |
| Okanagan-Similkameen | Keremeos | 0,00  | BC-3 (Route Crowsnest) – Osoyoos, Princeton, Vancouver |       |
| Okanagan-Similkameen | Kaleden  | 31,65 | BC-97 – Penticton, Oliver, Osoyoos                     |       |
|                      |          |       |                                                        |       |